# A Band Apart

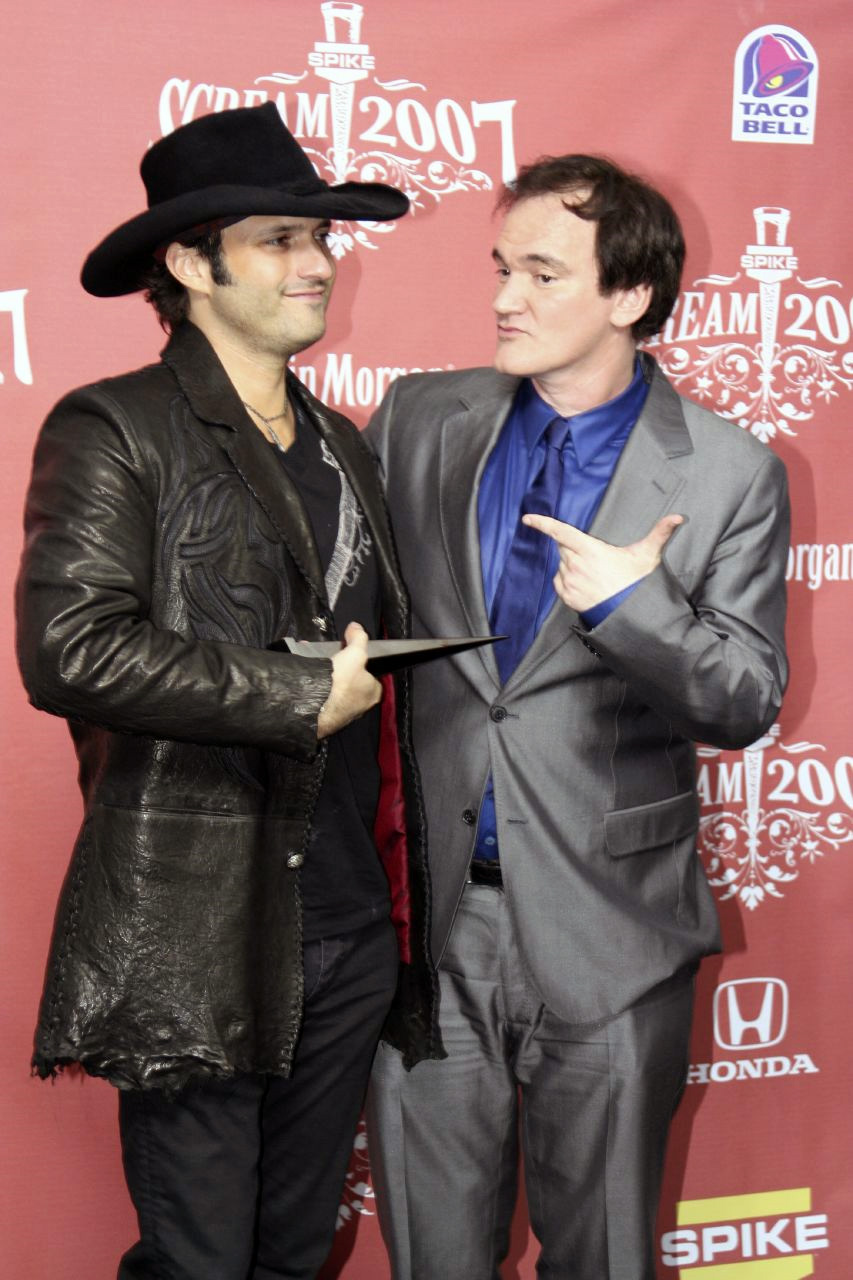
Quentin Tarantino och Robert Rodriguez, två centrala medlemmar i A Band Apart.

A Band Apart är ett filmproduktionsbolag som startades 1991 av Quentin Tarantino och Lawrence Bender. Bolagets namn är taget efter den franska filmen Bande à part, regisserad av Jean-Luc Godard, som har influerat bolagets medlemmar och deras filmskapande. Bolagets logotyp är en stiliserad bild av bankrånarna från De hänsynslösa, Tarantinos debutfilm.
Förutom Tarantino består medlemmarna av bland andra Robert Rodríguez, John Woo, Tim Burton, Steve Buscemi, Darren Aronofsky, John Landis, Joseph McGinty Nichol, Andy Dick, Wayne Isham, Luc Besson och André 3000.

## A Band Apart-producerade filmer
- 1994 – Pulp Fiction
- 1995 – Four Rooms
- 1995 – Vit som synden
- 1996 – Bloody Mess
- 1996 – From Dusk Till Dawn
- 1997 – Jackie Brown
- 1997 – Will Hunting
- 1998 – Cunning Stunts
- 1999 – From Dusk Till Dawn 2
- 2000 – From Dusk Till Dawn 3
- 2002 – Stark Raving Mad
- 2003 – Kill Bill: Volume 1
- 2004 – Kill Bill: Volume 2
- 2004 – Voces Inocentes
- 2007 – Death Proof (endast soundtrack)
- 2009 – Inglourious Basterds
- 2012 – Django Unchained